# Somme des inverses des nombres de Fibonacci
En mathématiques, le nombre appelé en anglais reciprocal Fibonacci constant, ou constante de Fibonacci inverse, et noté généralement ψ, est par définition la somme des inverses des nombres de Fibonacci non nuls :
{\displaystyle \psi =\sum _{k=1}^{\infty }{\frac {1}{F_{k}}}={\frac {1}{1}}+{\frac {1}{1}}+{\frac {1}{2}}+{\frac {1}{3}}+{\frac {1}{5}}+{\frac {1}{8}}+{\frac {1}{13}}+{\frac {1}{21}}+\cdots }
Le quotient de deux termes successifs de cette série tend vers l'inverse du nombre d'or. Cette limite étant strictement inférieure à 1, la règle de d'Alembert montre que la série converge.
Le début du développement décimal de ψ est
{\displaystyle \psi =3{,}359885666243177553172011302918927179688905133732\cdots } (suite A079586 de l'OEIS).
Une méthode d'accélération due à Gosper permet de calculer une valeur approchée efficacement. La série des inverses des nombres de Fibonacci fournit naturellement O(k) chiffres exacts pour k termes de la série, alors qu'après accélération de la convergence, la suite de Gosper fournit O(k2) chiffres.
On sait que ψ est irrationnel ; cette propriété a été conjecturée par Paul Erdős, Ronald Graham et Leonard Carlitz, et démontrée en 1989 par Richard André-Jeannin, qui s'est inspiré de la démonstration par Roger Apéry de l'irrationalité de {\displaystyle \zeta (3)}.
Le début du développement de ψ en fraction continue simple est :
{\displaystyle \psi =[3;2,1,3,1,1,13,2,3,3,2,1,1,6,3,2,4,362,2,4,8,6,30,50,1,6,3,3,2,7,2,3,1,3,2,\dots ]} (suite A079587 de l'OEIS).